# 奧伊爾森特 (伊利諾伊州)
奧伊爾森特（英語：Oil Center）是位於美國伊利諾伊州克勞福德縣的一個非建制地區。該地的面積和人口皆未知。

## 地理
奧伊爾森特的座標為38°58′05″N 87°49′58″W / 38.96806°N 87.83278°W，而該地的平均海拔高度為151米（即495英尺）。